# 트리에스테 자유 지구
트리에스테 자유 지구(이탈리아어: Territorio libero di Trieste 테리토리오 리베로 디 트리에스테[*], 슬로베니아어: Svobodno tržaško ozemlje 스보보드노 트르자슈코 오제믈리예, 크로아티아어: Slobodni teritorij Trsta 슬로보드니 테리토리 트르스타)는 1947년부터 1954년까지 이탈리아와 유고슬라비아 사회주의 연방 공화국 사이에 있던 도시 국가이다.
제2차 세계 대전 종전 이후인 1947년에 트리에스테 지역을 둘러싼 이탈리아와 유고슬라비아 사회주의 연방 공화국 양국 간의 영유권 분쟁을 종식시키기 위한 차원에서 설치되었다. 1947년 1월 10일에 채택된 유엔 안전 보장 이사회 결의 제16호에 따라 신설되었으며 트리에스테를 포함한 북부 지역을 관할하는 A지구, 이스트라반도 북서부 지역을 포함한 남부 지역을 관할하는 B지구로 구성되어 있었다.
1947년 2월 10일에 연합국과 이탈리아 사이에 파리 조약이 체결되면서 설치되었다. A지구(면적 222.5km2, 인구 26만 2406명)는 영국과 미국, B지구(면적 515.5km2, 인구 7만 1000명)는 유고슬라비아가 차지했다. 비록 독립 국가는 아니었지만 독자적인 통화와 우표를 발행했다.
1954년 10월 5일에 이탈리아와 유고슬라비아 사회주의 연방 공화국 사이에 맺은 협정에 따라 사실상 소멸되었다. A지구는 이탈리아의 영토가 되었으며 B지구는 유고슬라비아 사회주의 연방 공화국의 영토가 되었다. 1975년 11월 10일에 오시모 조약이 체결되면서 트리에스테 자유 지구는 공식적으로 소멸되었다.

## 같이 보기
- 베네치아줄리아
- 프리모르스카
- 트리에스테도
- 이스트라주
- 자르 보호령
- 상하이 공공 조계
- 단치히 자유시